# Buzzcocks (album)
Pour l’article homonyme, voir Buzzcocks.
Albums de Buzzcocks
Time's Up (extended release) Flat-Pack Philosophy
Buzzcocks est un album du groupe Buzzcocks qui a été publié en 2003 par Cherry Red Records.

## Titres
1. Jerk
2. Keep On
3. Wake Up Call
4. Friends
5. Driving You Insane
6. Morning After
7. Sick City Sometimes
8. Stars
9. Certain Move
10. Lester Sands
11. Up for the Crack
12. Useless